# Sergueï Zenkine
Sergueï Nikolaïevitch Zenkine (en russe : Серге́й Никола́евич Зе́нкин), né le 17 novembre 1954 à Moscou, est un universitaire russe, théoricien de la littérature et traducteur du français.

## Carrière
Sergueï Zenkine termine la faculté de philologie de l'université de Moscou en 1978. Il présente sa thèse de doctorat de troisième cycle en 1986 à l'université de Moscou et sa thèse de doctorat d'État en 2001 à l'université d'État des sciences humaines de Russie.
Il est rédacteur à la maison d'édition moscovite Khoudojestvennaïa literatoura (Littérature de fiction) et à la maison d'édition Sovietski pissatel (L'Écrivain soviétique) de 1978 à 1991 ;  il est également collaborateur scientifique à l'Institut de littérature mondiale de l'Académie des sciences d'URSS de 1990 à 1993, rédacteur au département de la théorie de La Nouvelle revue littéraire (1993-1996). Il est doctorant à l'IVGI de 1997 à 2000, puis un de ses collaborateurs. Il enseigne la théorie de la littérature à l'université de Moscou et à l'université d'État des sciences humaines de Russie.
Depuis 2004, le professeur Zenkine est président de la commission de littérature et de culture intellectuelle française auprès de l'Académie des sciences de Russie. Il est membre du comité de rédaction de la publication scientifique Littérature étrangère.

## Distinctions
Sergueï Zenkine a reçu le prix Leroy-Beaulieu à trois reprises (1996, 1997, 2000), prix décerné par l'ambassade de France en Russie et Littérature étrangère pour la meilleure traduction du français de l'année. Il est fait chevalier des palmes académiques en 2002.

## Traductions
Il a traduit en russe Le Système des objets et L'Échange symbolique et la mort de Jean Baudrillard, réédités; Le Démon de la théorie d'Antoine Compagnon; Roland Barthes par Roland Barthes et Système de la mode de Roland Barthes; Le Mythe et l'Homme de Roger Caillois; Qu'est-ce que la philosophie? de Gilles Deleuze et Félix Guattari; La Production de l'absence de Hans-Ulrich Gumbrecht; le second tome des Lettres de Russie de 1839 du marquis de Custine, ainsi que des œuvres de Jean-Paul Sartre, Fernand Braudel, Gérard Genette, Pierre Bourdieu, Jean Starobinski, Maurice Blanchot, etc.

## Œuvres
- Madame Bovary et l’oppression réaliste, Clermont-Ferrand: Association des publications de la Faculté des Lettres et Sciences humaines, 1996.
- (ru) Работы по французской литературе [Travaux à propos de la littérature française], Ekaterinbourg: éd. université de l'Oural, 1999.
- (ru) Введение в литературоведение: Теория литературы: Учебное пособие [Introduction à la critique littéraire: théorie de la littérature: manuel, Moscou: université d'État des sciences humaines de Russie, 2000.
- (ru) Французский романтизм и идея культуры (Аспекты проблемы) [Le Romantisme français et l'idée de culture (Aspects, problèmes)], Moscou: université d'État des sciences humaines de Russie, 2001.
- (ru) Французский романтизм и идея культуры [Le Romantisme français et l'idée de culture], Moscou: université d'État des sciences humaines de Russie, 2002.
- (ru) Небожественное сакральное: Теория и художественная практика [La Sacralité athée: théorie et pratique fictionnelle], Moscou: éd. université d'État des sciences humaines de Russie, 2012.
- (ru) Работы о теории [Travaux sur la théorie], Moscou: La Nouvelle Revue littéraire, 2012

## Source
- (ru) Cet article est partiellement ou en totalité issu de l’article de Wikipédia en russe intitulé « Зенкин, Сергей Николаевич » (voir la liste des auteurs).